# Sivananda

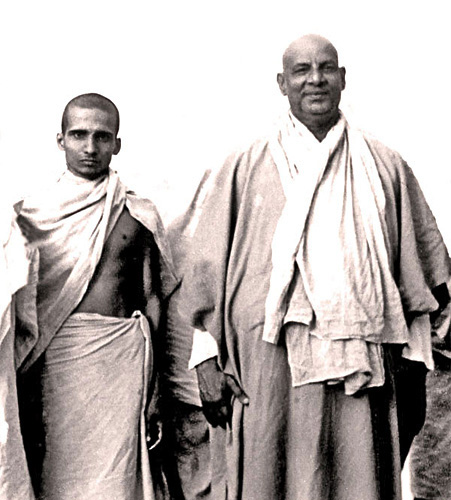
Krishnananda en Sivananda in 1945

Swami Sivananda Saraswati, geboren als Kuppuswami (Pattamadai - Tamil Nadu, 8 september 1887 - Shivanandanagar, 14 juli 1963), was een hindoeïstische spirituele leider op het gebied van yoga en vedanta. Hij leefde het grootste deel van zijn leven in Rishikesh. Hij is de oprichter van de Divine Life Society en schrijver van meer dan 200 boeken
Swami Sivananda komt uit een orthodoxe Brahmanenfamilie en studeerde medicijnen aan het Medical College in Thanjavur. Na jarenlang werkzaam geweest te zijn als arts in Malaya (Maleisië), wijdde hij zijn leven aan de yoga en de verbreiding ervan.
In 1923 verliet hij Maleisië om een uitgebreide pelgrimsreis door India te beginnen. Na een verblijf in Benares vertrok hij naar Rishikesh waar hij in 1924 zijn goeroe, Swami Vishwananda Saraswati ontmoette, die hem in de Sannyas-orde initieerde en hem zijn monnikennaam Sivananda Saraswati gaf.
In 1936 richtte hij de Sivananda-ashram in Rishikesh op en de Divine Life Society. In 1945 ontwikkelde hij de Sivananda Ayurvedic Pharmacy en organiseerde hij de All-world Religions Federation. In 1947 richtte hij de All-world Sadhus Federation op en de Yoga-Vedanta Forest Academy in 1948. Hij noemde zijn yoga de Yoga of Synthesis. Zijn lessen in hatha yoga zijn verspreid door zijn student, Swami Vishnu Devananda, onder de naam Sivananda-yoga. Andere studenten zijn de Swami's Krishnananda, Chidananda Saraswati, Satyananda Saraswati, Omkarananda Saraswati en Gambhirananda.
Swami Sivananda overleed op 14 juli 1963 in zijn kutir aan de oever van de Ganges, in Shivanandanagar.